# Rockers Revenge
I Rockers Revenge sono stati un gruppo musicale statunitense, considerati pionieri del genere freestyle.

## Storia
I Rockers Revenge vennero fondati nel 1982 su iniziativa del produttore Arthur Baker e comprendevano nel loro organico i cantanti Donnie Calvin, un artista reggae, la moglie di Baker Tina B, che si occupava della scrittura e l'arrangiamento delle canzoni, e Dwight Hawkes.
I Rockers Revenge vengono principalmente ricordati per la loro cover in chiave post-disco di Walking on Sunshine (1982) di Eddy Grant, che raggiunse la prima posizione della Hot Dance Club Play americana e la quarta delle classifiche britanniche durante il mese di novembre del 1982. Ad essa seguirono The Harder They Come (1983), una cover di Jimmy Cliff, e Living for the Weekend (1984), che riuscirono a entrare nelle classifiche senza però raggiungere il successo del singolo di esordio.

## Formazione
- Donnie Calvin
- Arthur Baker
- Dwight Hawkes
- Tina B

## Discografia

### Singoli
- 1982 – Walking on Sunshine
- 1982 – Sunshine Partytime
- 1983 – The Harder They Come
- 1983 – There Goes My Heart
- 1984 – Battle Cry
- 1984 – Living for the Weekend (Let's Work)"

### Antologie
- 2017 – The Streetwise Sessions